# Dżanin
Dżanin (Dżenin; arab. جنين, hebr. ג'נין, ang. Jenin) – jedno z miast Autonomii Palestyńskiej, położone na północy Zachodniego Brzegu.

## Ludność
Zgodnie z obliczeniami opartymi na spisie powszechnym z 1997 r. w Dżaninie mieszka ok. 34 tys. Palestyńczyków. Dalsze 13 tys. żyje w okolicznych obozach dla palestyńskich uchodźców (42% z nich nie ukończyło 15. roku życia). W całym dystrykcie Dżanin mieszka 250 tys. osób .

## Historia
Po wojnie sześciodniowej w 1967 r. Dżanin okupowany był przez Izrael. Od 1994 wchodzi w skład Autonomii Palestyńskiej. Był regionem najcięższych starć podczas drugiej intifady, która wybuchła w 2000 r. W 2002 Izrael przejął kontrolę nad miastem w ramach operacji Tarcza obronna.

## Gospodarka
W mieście rozwinięte rzemiosło, w okolicach uprawy – zwłaszcza zbóż i winorośli.

## Zabytki
Ruiny kościołów bizantyjskich.